# Shelta
Shelta (auch als Gammen, Sheldru oder Cant bezeichnet) ist eine Mischsprache, die Elemente irisch-gälischen und englischen Ursprungs sowie Merkmale weiterer indogermanischer Sprachen aufweist. Die Bezeichnung geht wahrscheinlich auf das irische siúlta, das „auf Wanderschaft“ bedeutet, zurück. Dies bezieht sich auf den nomadischen Lebensstil ihrer Sprecher: Shelta wird von der (ursprünglich) nicht oder nur teilweise sesshaften Bevölkerung der britischen Inseln, den häufig so genannten Tinkers (Pavee, Travellers) gesprochen.
Aufgrund seiner Stellung als Mischsprache ist die Zuordnung von Shelta, anders als beim irischen und schottischen Gälisch sowie beim Manx, zu der Gruppe der keltischen Sprachen umstritten. Das Vokabular entstammt hauptsächlich dem Irischen, während die Struktur mehr dem Englischen entstammt. Es wird in Irland von etwa 6.000 Fahrenden gesprochen. Weltweit, vor allem im Vereinigten Königreich und den USA, geht man von bis zu 86.000 Menschen aus, die Shelta sprechen.
Mit dem alternativen Begriff Cant bezeichnet man auch die englische Gaunersprache, vergleichbar mit dem Rotwelsch, also die Fachsprache der kriminellen Unterwelt. Daher wird er von vielen der Travellers als stigmatisierend abgelehnt.